# Iridex
Iridex Grup Import-Export este o companie specializată în gestionarea deșeurilor și lucrări de construcții din România, înființată în 1990.
Face parte din grupul de firme Iridex, alături de Iridex Grup Construcții, Iridex Grup Plastic, Zipacon și Servicii Salubritate București (SSB).
Grupul Iridex este controlat de omul de afaceri Corneliu Pascu și a înregistrat în anul 2006, o cifră de afaceri totală de aproximativ 27 milioane euro.
Deține o rampă ecologică de depozitare a deșeurilor în comuna Chiajna, pe o suprafață de 16,5 hectare.
Mai deține două depozite ecologice, la Boldești-Scăieni, în județul Prahova, și la Costinești, în județul Constanța.
Servicii Salubritate București (SSB) a fost înființată în anul 2000.
Se încadrează în categoria întreprinderilor mijlocii și împreună cu Iridex Group Import-Export realizează gestiunea integrată a deșeurilor.
Printre localitățile în care își desfășoară activitatea se numără: București, Ploiești și Bușteni.